# Kulbî, Zolociv
Kulbî (în ucraineană Кульби) este un sat în așezarea urbană Pomoreanî din raionul Zolociv, regiunea Liov, Ucraina.

## Demografie
Componența lingvistică a localității Kulbî
     Ucraineană (100%)
Conform recensământului din 2001, toată populația localității Kulbî era vorbitoare de ucraineană (100%).